# IPC (beroepsorganisatie)
IPC is een beroepsorganisatie die zich inzet voor standaardisatie in de elektronica-industrie.
IPC publiceert onder andere "acceptability standards", zoals de IPC-A-610, die binnen de bedrijfstak gebruikt worden om bepaalde kwaliteitsniveaus voor te schrijven en te controleren. Het hoofdkantoor van IPC staat in Bannockburn in de Amerikaanse staat Illinois. IPC-Europa bevindt zich in Stockholm, Zweden. Verder zijn er kantoren in Rusland, India, Shanghai en China.

## Geschiedenis
Met de uitvinding van de transistor in 1947 in de Bell laboratoria begon een nog steeds doorgaande tendens van meer verbindingen op een kleinere oppervlakte. Er kwam een enorme behoefte aan een betrouwbaar, reproduceerbaar en goedkoop middel om al deze verbindingen te maken. Diverse PCB-fabrieken ontstonden, en in 1957 werd door zes van deze bedrijven in Chicago het IPC gesticht onder de naam Institute for Printed Circuits.
Veel leden vonden de naam te beperkt. Er werd een poging gedaan om met de inmiddels zo bekende afkorting IPC een betere naam te verzinnen. Men kwam uiteindelijk tot een backroniem, maar ook deze omschrijving hield geen stand. In 1999 besloot men de afkorting IPC te behouden, maar er het onderschrift Association Connecting Electronics Industries aan toe te voegen.

## Activiteiten
IPC ontwikkelt standaarden voor elke stap in het elektronicaproductieproces, van ontwerp via inkoop, productie, kwaliteitstest tot reparatie en recycling. Hiervoor zorgen ruim 90 verschillende standaard comités, bestaande uit vrijwilligers uit de bedrijfstak. Een veelgebruikte standaard is de IPC-A-610, Acceptability of Electronics Assemblies'. Met behulp van deze standaard kan de kwaliteit van PCBA's (PCB assemblies, oftewel printplaten die volledig voorzien zijn van componenten) eenduidig en neutraal getoetst worden, zodat conflicten voorkomen kunnen worden.
De door IPC erkende trainingscentra verzorgen IPC-trainingen en ondersteuning voor alle beroepen binnen de elektronica. Sommige van deze trainingen staan in zo hoog aanzien dat het een belangrijk hulpmiddel is geworden in het vinden van werk, of van personeel. Ook in Nederland zijn er door IPC erkende trainingscentra die diverse IPC-cursussen gegeven waarbij de deelnemer een internationaal door de elektronica industrie erkend certificaat ontvangt (met uniek serienummer) indien hij de cursus met goed gevolg afsluit.
Op de website van IPC kan men kijken of en welke en hoeveel IPC-certificaten een bedrijf heeft.

## Voetnoten
1. ↑  Institute for Interconnecting and Packaging Electronic Circuits.
2. ↑  (en)  History of IPC's Name, 2016. Gearchiveerd op 6 augustus 2023.